# Boeing Vertol CH-46 Sea Knight
Боинг Вертол CH-46 Си Найт (англ. Boeing Vertol CH-46 Sea Knight, «Морской рыцарь») — американский средний гражданский и военно-транспортный вертолёт, с 1960-х годов по 2015-й состоявший на вооружении Корпуса морской пехоты США. Разработан для замены вертолётов Piasecki H-21.

## История создания
Разработка нового транспортного вертолёта, предназначенного для замены в армии США быстро устаревающего CH-21, была начата фирмой Вертол Эйркрафт (в 1960 году вошла в состав Боинг Геликоптер) в 1956 году. Новый вертолёт сохранил продольную схему расположения винтов H-21, но имел более компактную компоновку и более мощную силовую установку — два газотурбинных двигателя. Опытный образец V-107-I совершил первый полёт 22 апреля 1958 года. В июле того же года армия США заказала десять прототипов под обозначением YHC-1A для проведения испытаний и оценки. Первый из этих прототипов поднялся в воздух в августе 1959 года. Но в это время у V-107 появился серьёзный конкурент. Армия параллельно с YHC-1A заказала у Вертол Эйркрафт очень похожий, но имевший значительно бо́льшую вместительность и грузоподъёмность вертолёт YHC-1B (фирменное обозначение — V-114, будущий CH-47 «Чинук»), и после испытаний остановила свой выбор на нём. В результате заказ на YHC-1A был уменьшен до трёх вертолётов, а после проведения лётной оценки все три машины были возвращены производителю.
Чтобы спасти проект V-107 от краха, фирма приняла решение попытаться продвинуть его на рынке гражданских пассажирских вертолётов. Коммерческий вариант V-107-II, переделанный из YHC-1A, совершил первый полёт 25 октября 1960 года. В это время идея пассажирских вертолётов была очень популярной, и новая машина начала эксплуатироваться авиакомпанией Нью-Йорк Эйруэйз с июля 1962 года. Однако V-107 ожидало нечто большее, чем судьба гражданского рейсового вертолёта. К нему проявили интерес Корпус морской пехоты (КМП) и ВМС США — им вполне подходил модернизированный YHC-1A. Заказ на пятьдесят машин был размещён в феврале 1961 года, первый полёт состоялся 16 октября 1962 года. В дальнейшем вертолёт получил обозначение CH-46 и название «Си Найт» («Морской рыцарь»).

## Задействованные структуры
В производстве вертолётов CH-/UH-46 и модификаций были задействованы следующие структуры:
Генеральный подрядчик работ
- Планер летательного аппарата — Boeing Co., Vertol Division, Мортон, Пенсильвания.

Субподрядчики
- Главная передача — H. W. Loud Machine Works, Помона, Калифорния;
- Шасси — Electrol Inc., Кингстон, Нью-Йорк;
- Передняя стойка шасси — Ozone Products Corp., Озон-Парк, Куинс, Нью-Йорк;
- Несущие винты, корпус дифференциала тяги — Curran Machine Works, Йорк, Торонто, Онтарио;
- Трансмиссионные блоки, трансмиссионные валы, приводная система — Kelsey-Hayes Co., Steel Products Division, Спрингфилд, Огайо; York Gears Ltd., Йорк, Торонто, Онтарио;
- Топливные баки — Goodyear Aerospace Corp., Акрон, Огайо; Goodyear Clearwater Mill, Рокмарт, Джорджия; U.S. Rubber Company[англ.], Мишавока, Индиана;
- Кресла пилотов — L. B. Smith Aircraft Corp., Aerosmith Products Division, Майами, Флорида;
- Откидные сиденья для перевозимого десанта — Oro Manufacturing Co., Монро, Северная Каролина; C. R. Daniels, Inc., Дэниэлс, Мэриленд;
- Втулка несущего винта, корпус шайбы перекоса — Avco Corp., Lycoming Division, Уильямспорт, Пенсильвания; Menasco Manufacturing Corp.[англ.], Форт-Уэрт, Техас;
- Лонжероны — LeFlell Manufacturing Co., Санта-Фе-Спрингс, Калифорния;
- Электромеханические приводы приборного оборудования, индикаторы — General Precision Inc., Kearfott Division[англ.], Клифтон, Нью-Джерси;
- Гидроприводы, насосы — Aircraft Engineering Products, Inc.[англ.], Клифтон, Нью-Джерси; New York Air Brake Co.[англ.], Уотертаун, Нью-Йорк; Ronson Hydraulic Units Corp., Шарлотт, Северная Каролина; Jarry Hydraulics Ltd., Монреаль, Квебек;
- Тренажёр пилота/экипажа — Dorsey Corporation, Dorsey Trailers Co., Special Products Division, Элба, Алабама.[3]

Поставщики бортового оборудования по заказу генподрядчика (CFE)
- Генераторы — Bendix Corp., Red Bank Division, Итонтаун, Нью-Джерси; American Machine & Foundry Co., Leland Airborne Products Division, Вандалия, Огайо;
- Стартер — New York Air Brake Co.[англ.], Уотертаун, Нью-Йорк;
- Грузовая лебёдка — Breeze Corp., Inc., Юнион (Нью-Джерси)|Юнион, Нью-Джерси;
- Система внешней подвески — AeroQuip Corp., Джэксон, Мичиган.

Поставщики бортового оборудования по госзаказам (GFE)
- Двигатель T58-GE-8B/10 — General Electric Co., Вест-Линн, Массачусетс;
- Вспомогательная силовая установка P-7 — International Harvester Co., Solar Division, Сан-Диего, Калифорния;
- Бортовые средства радиосвязи, Бортовой приёмопередатчик AN/ARC-52, высокочастотный однополосный передатчик команд AN/ARC-94 — Collins Radio Co., Сидар-Рапидс, Айова;
- Бортовое навигационное оборудование, азимутально-дальномерная радиосистема ближней навигации — ITT Corp., Federal Laboratory Division, Натли, Нью-Джерси; Nutley, N.J.; Stewart-Warner Corp., Чикаго, Иллинойс.

## Конструкция

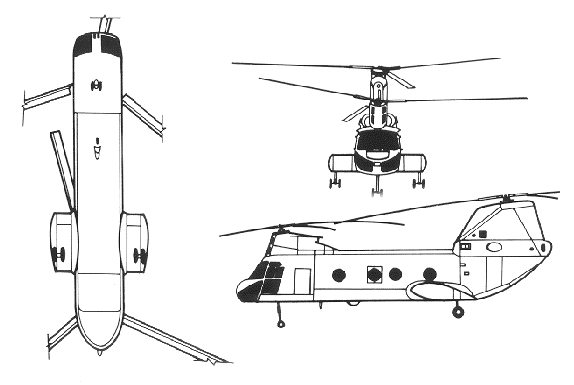
Проекции СН-46

Внешне CH-46 очень напоминает вертолёт CH-47, имея, однако, меньшие размеры и трёхопорное неубирающееся шасси вместо четырёхопорного. Вертолёт имеет двухвинтовую продольную схему. Фюзеляж водонепроницаемый, позволяющий при необходимости совершать посадку на воду.
Несущие винты трёхлопастные. Двигатели расположены рядом в пилоне заднего несущего винта.
Протектированные топливные баки размещены в боковых обтекателях, обеспечивающих устойчивость во время приводнения. Имеется погрузочно-разгрузочная рампа в задней части фюзеляжа. Крюк, вмонтированный в пол кабины, позволяет осуществлять перевозку грузов массой до 4,5 т на внешней подвеске.
Военные модификации могут перевозить в грузовой кабине 26 пассажиров или 15 носилок с ранеными и 2 санитаров.

## Модификации
- Model 107-II — Третий прототип YHC-1, который был преобразован в гражданский вертолёт коммерческих авиалиний. Все последующие вертолёты для авиалиний назывались, как BV 107-II.
- Model 107M — прототип для корпуса морской пехоты США
- V-107-II — гражданский вариант. Построено 7 машин.
- HRB-1 — первая серийная военная модификация с двигателями Дженерал Электрик T58-GE-8. В 1962 году переименована в CH-46A в связи с изменением системы обозначений американских военных самолётов и вертолётов. Выпущено 160 машин.
- UH-46A — обозначение CH-46A, предназначенных для ВМС. Построено 14 машин.
- UH-46B — вариант, проходивший оценку в ВВС США.
- CH-46D — вариант с более мощными двигателями Дженерал Электрик T58-GE-10. Выпущено 266 машин.
- UH-46D — обозначение UH-46D, предназначенных для ВМС. Выпущено 10 машин.
- CH-46E — переоборудованные CH-46 других вариантов с двигателями Дженерал Электрик T58-GE-16 и модификациями, повышающими безопасность членов экипажа и пассажиров. Переоборудование 273 машин началось в 1977 году.
- RH-46E — вертолёт ВМС США, предназначенный для траления мин.
- CH-46F — вариант CH-46D с дополнительным электронным оборудованием. Последняя серийная модификация, выпущено 174 машины.
- VH-46F — вариант для перевозки высокопоставленных лиц.
- CH-113 «Labrador» — поисково-спасательный вариант модели 107-II-9 для канадских ВВС (18 построено).
- CH-113A «Voyageur» — модель 107-II-9 для канадских вооружённых сил (12 построено).

## Служба

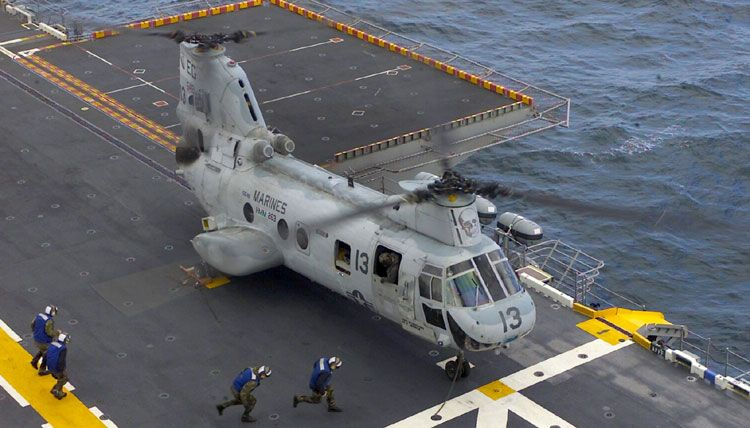
CH-46 на палубе вертолётоносца «Сайпан»

CH-46 начали поступать в эскадрильи во второй половине 1964 года. Серийное производство вертолётов этого типа в США продолжалось с 1962 по 1971 год; всего построено 677 машин (в том числе 621 в военных модификациях и 56 в гражданских). ВМС использовали очень небольшое количество «Си Найтов» (24 машины), основным эксплуатантом стал КМП. К концу 1960-х годов CH-46 практически полностью заменили стареющие UH-34; таким образом, «Си Найт» стал основным средним вертолётом морской пехоты США.

### Война во Вьетнаме
В марте 1966 года первые «Си Найты» прибыли во Вьетнам. В боевых условиях все вертолёты несли дополнительную броню и вооружение — два пулемёта (как правило, крупнокалиберные М2, намного реже устанавливались М60). «Си Найты» получили у морских пехотинцев в целом хорошую репутацию, став «рабочей лошадью» КМП во Вьетнамской войне.
В конце войны эти вертолёты участвовали в эвакуации американского посольства и южновьетнамских беженцев из Сайгона в апреле 1975 года.
Итоговые потери американских CH-46 оказались очень большими, из 373 таких вертолётов, участвовавших в войне было потеряно больше половины — 196 машин. В результате сбитий и крушений CH-46 погибло 220 человек находившихся внутри. Некоторые вертолёты «Си Найт» были сбиты в результате прямых попаданий артиллерии, в том числе своей же.

### Дальнейшая служба

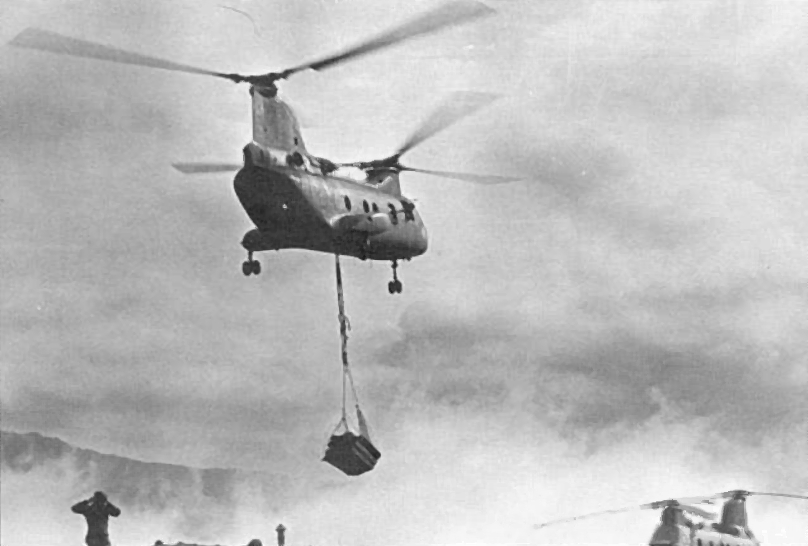
CH-46 с грузом на внешней подвеске. Кхе-Сань, Вьетнам

После Вьетнама CH-46 использовались практически во всех операциях морской пехоты США. Потери (боевые и небоевые) отмечены во время вторжения на Гренаду (1983) и операции «Буря в пустыне» (1991).
На второй день Иракской войны, 21 марта 2003 года, «Си Найт» из 268-й эскадрильи средних вертолётов КМП США потерпел катастрофу в районе иракско-куветской границы, что привело к первым людским потерям сил международной коалиции в этой войне — погибли четверо американских членов экипажа и восемь британских солдат. Всего к декабрю 2007 года, по имеющимся данным, в Ираке было потеряно пять вертолётов CH-46.
К середине 1990-х годов вертолёты CH-46 находились на вооружении 17 транспортных эскадрилий КМП США. За время своей долгой службы «Си Найты» завоевали любовь и уважение своих экипажей и пассажиров, о чём свидетельствует данное CH-46 прозвище «лягушка» (жаргонное «Phrog») и поговорка «никогда не доверяй вертолёту, которому нет 30 лет». В августе 2002 года после обнаружения у двух CH-46 трещин в компоненте одного из несущих винтов были прекращены полёты всех американских вертолётов этого типа, но тревога оказалась ложной — подобных трещин более не было обнаружено. ВМС США окончательно сняли «лягушку» с вооружения в 2004 году, заменив её вертолётами Сикорский SH-60. Корпус морской пехоты планирует постепенно заменять СН-46 новейшими конвертопланами V-22, однако этот процесс займет много времени, и окончательное снятие «Си Найта» с вооружения предполагалось не ранее 2014 года.
Последние СН-46 были окончательно выведены из эксплуатации КМП США в апреле 2015 года.

## Пользователи

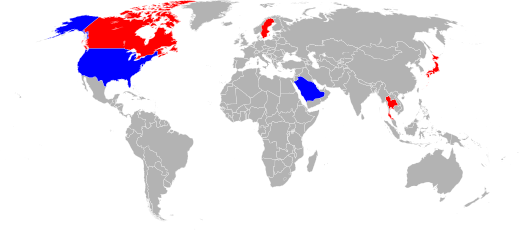
География эксплуатации CH-46. Синим помечены государства, в которых CH-46 состоит на вооружении, красным — в которых состоял на вооружении

CH-46 не имел большой популярности за рубежом, полностью проигрывая CH-47 в грузоподъёмности.
- Канада

В 1963—1965 годах было куплено 18 вертолётов «Си Найт», получивших обозначение CH-113 «Лабрадор» (для ВВС) и СН-113А «Вояжёр» (для армии). Часть из них прошла модификацию в начале 1980-х годов.
- Саудовская Аравия

Были закуплены только «Си Найты» японского производства и только гражданских модификаций, включая пожарную, «скорую помощь» и вертолёт для высокопоставленных лиц. Они имели обозначения от KV-107IIA-SM-1 до KV-107IIA-SM-4.
- США

24 сентября 2004 года CH-46 был снят с вооружения ВМС США. На смену ему пришёл MH-60S «Блэкхок».
9 апреля 2015 года CH-46 был снят с вооружения КМП США. На смену ему пришёл МV-22 «Оспри».
- Таиланд

Таиланд использовал несколько японских «Си Найтов» в вариантах для высокопоставленных лиц.
- Швеция

Было закуплено 25 вертолётов «Си Найт», часть из которых была японского производства. Они использовались в национальных ВВС (под обозначением Hkp 4A) и в ВМС (Hkp 4B, Hkp 4C, Hkp 4D).
- Япония

В 1965 году фирма Кавасаки купила у Боинга лицензию на производство V-107. Всего в Японии до 1990 года было выпущено 156 вертолётов KV-107 в многочисленных военных и гражданских модификациях. Военные вертолёты состояли на вооружении Сил самообороны страны.

## Характеристики
Приведены характеристики вертолёта СН-46Е.
- Экипаж — 4 человека
- Двигатели: 2× Дженерал Электрик T-58GE-16
  - максимальная мощность — 1 870 л. с. (1 395 кВт)
  - номинальная мощность — 1 770 л. с. (1 320 кВт)
- Диаметр несущих винтов — 2× 15,24 м
- Габариты:
  - длина фюзеляжа — 13,92 м
  - длина с учётом лопастей — 25,70 м
  - расстояние между осями винтов — 10,16 м
  - колесная база — 7,57 м
  - ширина фюзеляжа — 2,21 м
  - ширина колеи — 4,43 м
  - максимальная ширина — 4,50 м
  - высота — 5,17 м

- Грузовая кабина
  - Длина — 7,37 м
  - Ширина — 1,83 м
  - Высота — 1,83 м
- Массы
  - Масса пустого — 7 048 кг

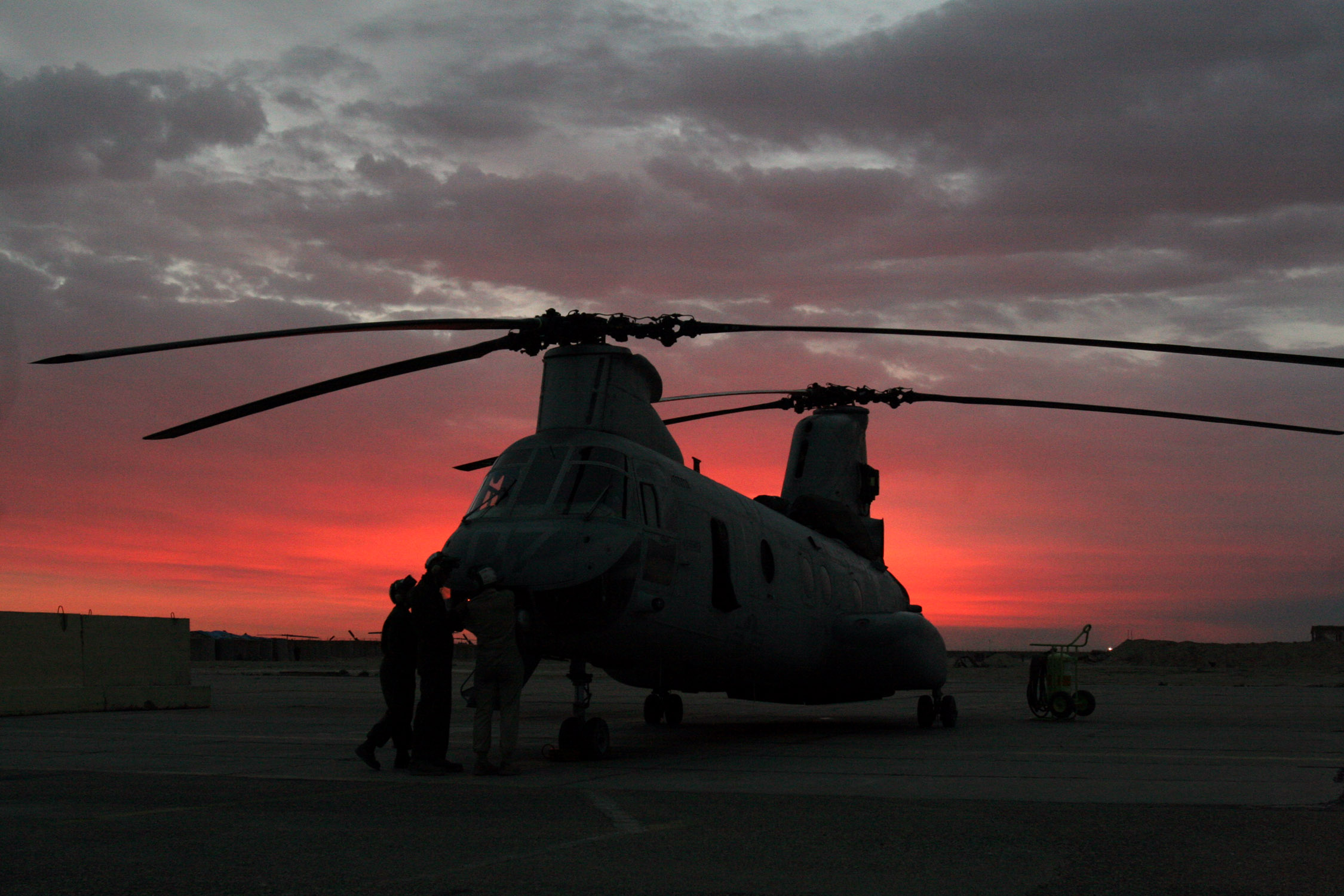

  - Максимальная взлётная масса — 11 023 кг
  - Полезная нагрузка — 3 975 кг
    - на внешней подвеске — 4 536 кг
- Максимальная скорость — 265 км/ч
- Скороподъёмность у земли — 523 м/мин
- Практический потолок (над землёй)  — 2895 м
- Боевой радиус полёта — 300 км

### Вооружение
- 2 пулемёта типа «Гатлинг» XM218 калибра 12,7 × 99 мм.
- 1 пулемёт M240G 7,62 × 51 мм, установленный на рампе.

## Галерея

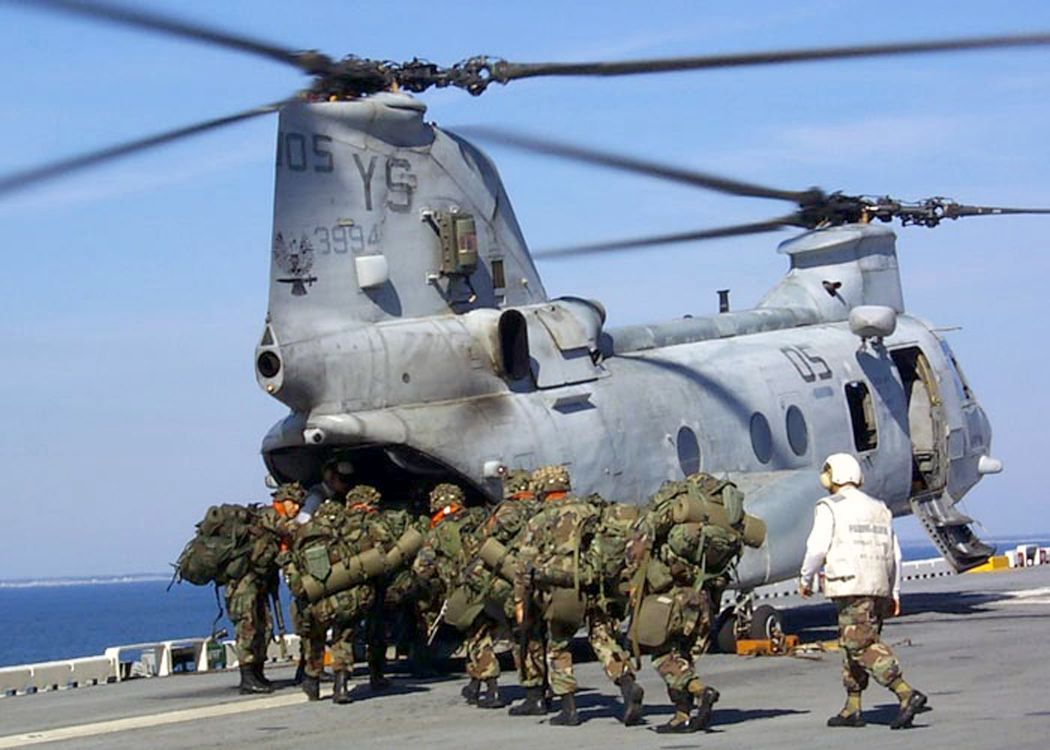
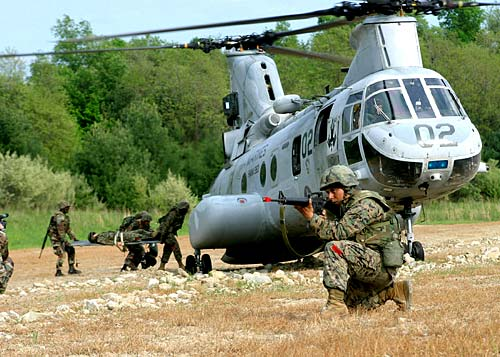